# Tōru Hasegawa
Tōru Hasegawa (jap. 長谷川 徹 Hasegawa Tōru; ur. 11 grudnia 1988) – japoński piłkarz występujący na pozycji bramkarza. Obecnie występuje w Tokushima Vortis.

## Kariera klubowa
Od 2007 roku występował w klubach Nagoya Grampus i Tokushima Vortis.